# Altopiano di Djado
L'altopiano di Djado è un altopiano situato nell'estremità nord-orientale dello stato africano del Niger. Copre un'area di circa 60 000 km² e raggiunge altezze comprese tra 400 e 1 000 metri sul livello del mare. È circondato dai massicci montuosi del Tibesti ad est e del Tassili n'Ajjer e dell'Ahaggar a nord-ovest, dall'altopiano di Manguéni a nord, dall'altopiano di Tchigaï ad est, dal vasto deserto sabbioso del Ténéré a sud-ovest e dal Grand Erg di Bilma a sud; costituisce uno dei confini settentrionali del bacino del Ciad.
L'altopiano di Djado è costituito in gran parte da arenarie e basalti geologicamente privi di carbonati, la cui origine può essere fatta risalire all'epoca cambriana e mesozoica. L'altopiano, composto da numerosi strati, è fortemente carsificato e attraversato da uidian (noti nella regione come enneris) quali il Blaka, l'Achelouma, il Domo, lo Yentas, il Lobozédé, il Tardijé e l'Odri Kolo Kaya, che hanno inciso profondamente il substrato roccioso. Ad est dell'altopiano sorgono numerosi yardang basaltici lisci, circondati da alte barcane. I processi di erosione eolica dominano le parti più elevate dell'altopiano, maggiormente esposte ai venti. A causa degli alisei prevalenti di nord-est, noti nella regione come harmattan, il materiale a grana fine che è stato eroso viene trasportato ai piedi meridionali dell'altopiano, dove si formano grandi deserti sabbiosi.
Il clima dell'altopiano di Djado è iperarido, con precipitazioni annue di circa 20-50 mm. Le temperature medie diurne variano da 25 °C a dicembre a 35 °C in piena estate, con picchi nelle ore più calde di metà giornata di oltre 50 °C. La vegetazione è limitata alle zone in cui la falda acquifera è situata in prossimità della superficie, come gli enneris, dove le acque sotterranee consentono lo sviluppo di una sparuta flora, e le oasi raggruppate attorno all'altopiano, altrimenti privo di vegetazione.
La regione intorno all'altopiano è abitata da moltissimo tempo, per lo meno dall'epoca del Mesolitico africano. Negli enneris del Djado sono stati rinvenuti manufatti, petroglifi e incisioni rupestri, la cui età è stata fatta risalire ad un periodo compreso tra 100 000 e 2 000 anni fa. Gli insediamenti attuali sono limitati alle oasi di Chirfa, Djaba, Orida, Séguédine e Yaba, tutte situate entro i confini della comunità rurale di Djado. Dieci chilometri a nord-est di Chirfa si trovano le rovine del forte di Djado, inserite nella lista dei siti candidati a patrimonio dell'umanità nel 2006 con la dicitura «altopiano e fortino di Djado». La popolazione delle oasi è composta in gran parte da membri del popolo tebu.